# Ky-Mani Marley

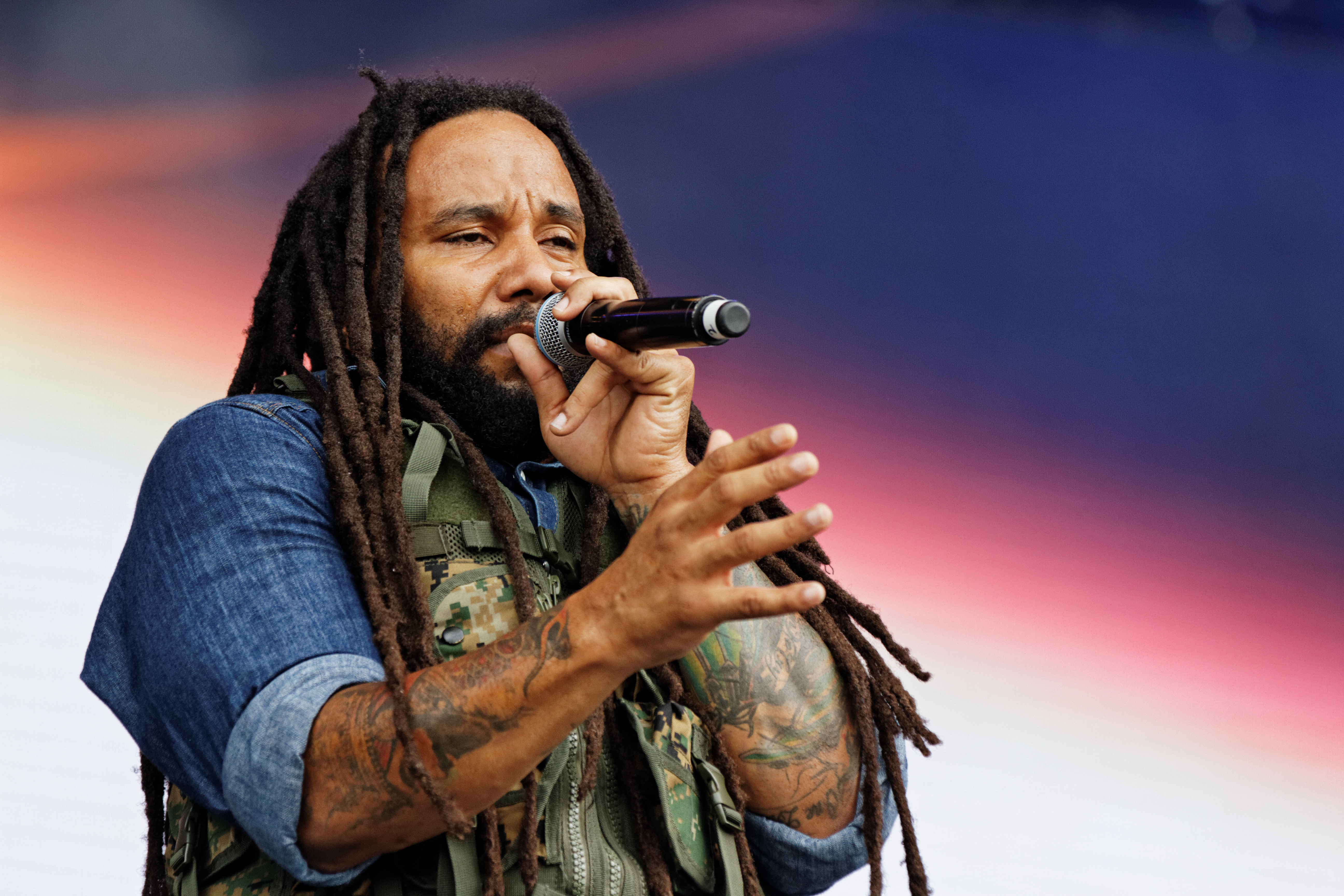
Ky-Mani Marley (2014)

Ky-Mani Marley (* 26. Februar 1976 in Falmouth, Jamaika), auch Kymani Marley, ist ein jamaikanischer Reggaemusiker. Er ist der Sohn von Bob Marley und der ehemaligen jamaikanischen Tischtennis-Landesmeisterin Anita Belnavis sowie der Halbbruder von Ziggy, Stephen, Cedella, Damian, Julian und Rohan Marley.

## Karriere
Marley erlangte erstmals Erfolg durch eine Coverversion von Eddy Grants Song Electric Avenue, in Zusammenarbeit mit Pras von den Fugees. Er spielte auch einige Hauptrollen in Filmen, beispielsweise als Johannes der Täufer im Film Haven.
2008 trat er beim Summerjam in Köln/Deutschland und beim Rototom Sunsplash in Osoppo/Italien auf sowie 2014 beim 20. Jubiläum des Reggae Jam Festivals in Bersenbrück und 2016 zusammen mit Gentleman wieder beim Summerjam in Köln.
Ebenfalls 2014 veröffentlichte der Reggae-Künstler Alborosie eine Zusammenstellung mit (zum Teil älteren, bereits veröffentlichten) Duetten unter dem Titel Alborosie & Friends, auf der Ky-Mani Marley bei insgesamt drei Titeln zu hören ist.

## Diskografie

### Studioalben
| Jahr | Titel         | Höchstplatzierung, Gesamtwochen, AuszeichnungChartplatzierungen (Jahr, Titel, Platzierungen, Wochen, Auszeichnungen, Anmerkungen) | Höchstplatzierung, Gesamtwochen, AuszeichnungChartplatzierungen (Jahr, Titel, Platzierungen, Wochen, Auszeichnungen, Anmerkungen) | Höchstplatzierung, Gesamtwochen, AuszeichnungChartplatzierungen (Jahr, Titel, Platzierungen, Wochen, Auszeichnungen, Anmerkungen) | Höchstplatzierung, Gesamtwochen, AuszeichnungChartplatzierungen (Jahr, Titel, Platzierungen, Wochen, Auszeichnungen, Anmerkungen) | Höchstplatzierung, Gesamtwochen, AuszeichnungChartplatzierungen (Jahr, Titel, Platzierungen, Wochen, Auszeichnungen, Anmerkungen) | Anmerkungen                                       |
| Jahr | Titel         | DE | AT | CH | UK | US | Anmerkungen                                       |
| ---- | ------------- | --- | --- | --- | --- | --- | ------------------------------------------------- |
| 2016 | Conversations | DE8 (9 Wo.)DE | AT6 (7 Wo.)AT | CH4 (12 Wo.)CH | — | — | Erstveröffentlichung: 24. Juni 2016 mit Gentleman |

Weitere Alben
- 1996: Like Father Like Son
- 1999: The Journey
- 2001: Many More Roads
- 2004: Milestone
- 2007: Radio
- 2011: New Heights
- 2015: Maestro

### Singles als Leadmusiker
| Jahr | Titel Album                                | Höchstplatzierung, Gesamtwochen, AuszeichnungChartplatzierungen (Jahr, Titel, Album, Platzierungen, Wochen, Auszeichnungen, Anmerkungen) | Höchstplatzierung, Gesamtwochen, AuszeichnungChartplatzierungen (Jahr, Titel, Album, Platzierungen, Wochen, Auszeichnungen, Anmerkungen) | Höchstplatzierung, Gesamtwochen, AuszeichnungChartplatzierungen (Jahr, Titel, Album, Platzierungen, Wochen, Auszeichnungen, Anmerkungen) | Höchstplatzierung, Gesamtwochen, AuszeichnungChartplatzierungen (Jahr, Titel, Album, Platzierungen, Wochen, Auszeichnungen, Anmerkungen) | Höchstplatzierung, Gesamtwochen, AuszeichnungChartplatzierungen (Jahr, Titel, Album, Platzierungen, Wochen, Auszeichnungen, Anmerkungen) | Anmerkungen                                                                |
| Jahr | Titel Album                                | DE | AT | CH | UK | US | Anmerkungen                                                                |
| ---- | ------------------------------------------ | --- | --- | --- | --- | --- | -------------------------------------------------------------------------- |
| 1997 | Avenues Money Talks (O.S.T.)               | DE51 (9 Wo.)DE | — | — | — | US35 (14 Wo.)US | Erstveröffentlichung: August 1997 mit Pras Michel & Refugee Camp All-Stars |
| 1998 | Gotta Be...Movin’ on Up Senseless (O.S.T.) | DE74 (9 Wo.)DE | — | — | UK68 (1 Wo.)UK | US90 (5 Wo.)US | Erstveröffentlichung: März 1998 mit P.M. Dawn                              |
| 2003 | Could It Be You Zoeciety                   | DE42 (12 Wo.)DE | AT18 (17 Wo.)AT | — | — | — | Erstveröffentlichung: Juli 2003 mit Zoe Mazah                              |

### Singles als Gastmusiker
- 2015: Bajito (Jencarlos Canela feat. Ky-Mani Marley)
- 2019: Celebration (Maffio, Farruko & Akon feat. Ky-Mani Marley, US: Gold (Latin))

## Auszeichnungen für Musikverkäufe
| Goldene Schallplatte - Spanien - 2025: für die Single Bajito |

| Land/RegionAuszeichnungen für Musikverkäufe (Land/Region, Auszeichnungen, Verkäufe, Quellen) | Gold     | Platin | Verkäufe | Quellen             |
| -------------------------------------------------------------------------------------------- | -------- | ------ | -------- | ------------------- |
| Spanien (Promusicae)                                                                         | Gold1    | —      | 30.000   | elportaldemusica.es |
| Vereinigte Staaten (RIAA)                                                                    | Gold1    | —      | 30.000   | riaa.com            |
| Insgesamt                                                                                    | 2× Gold2 | —      |          |                     |

## Filmografie
- 2002: Shottas – Gangster (Shottas)
- 2004: Haven
- 2005: One Love